# Facultad de Educación de Soria
La Facultad de Educación de la  Universidad de Valladolid es un centro docente situado en Soria donde se imparten los estudios de Grado y másteres. Se encuentra dentro del Campus Duques de Soria.

## Historia

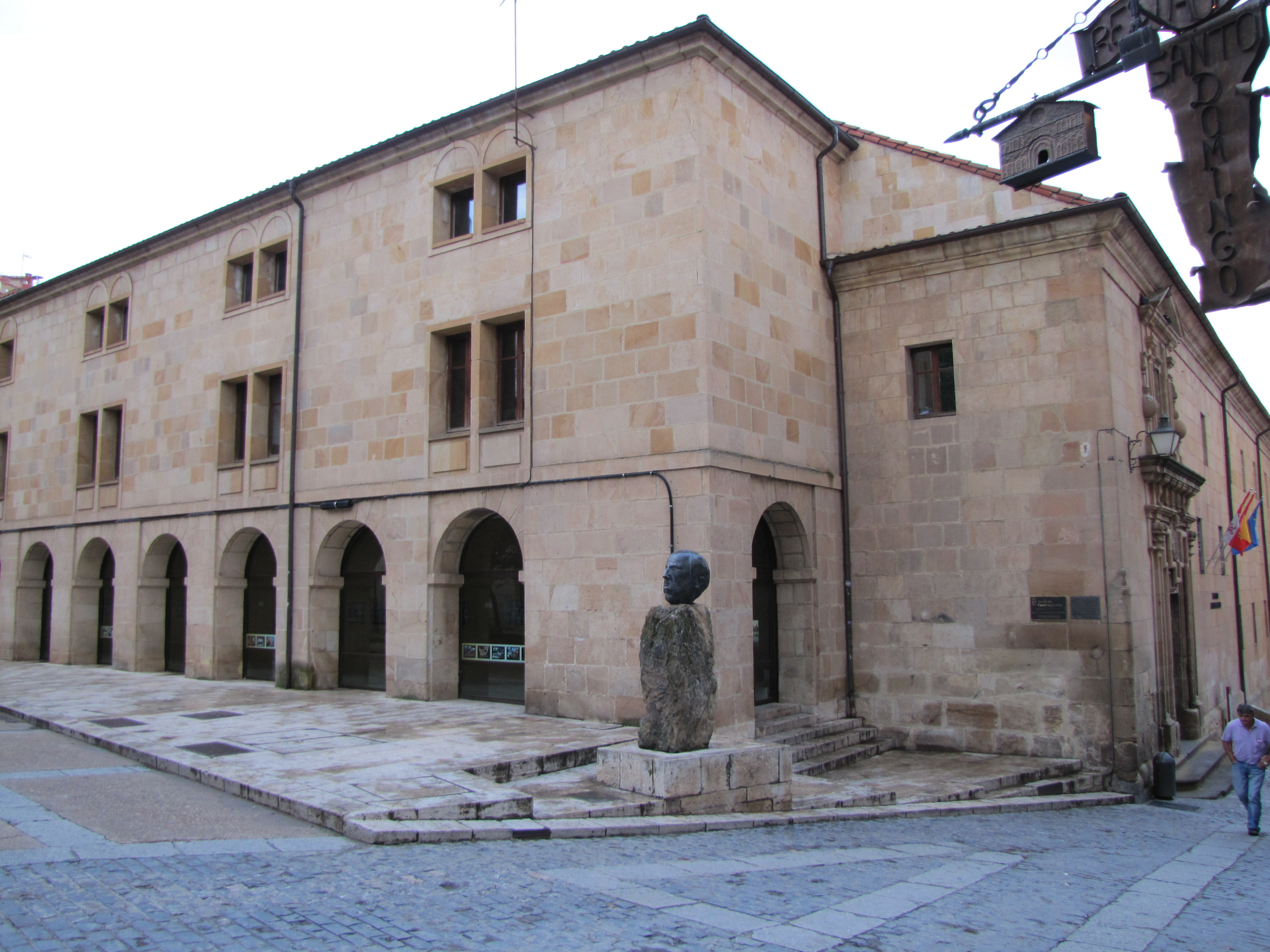
Fachada del Colegio de la Compañía de Jesús, primera sede de la Escuela Normal de Maestros.

La Escuela Normal de Maestros se fundó en 1841 teniendo su primera sede en el Colegio de a Compañía de Jesús. En el verano 1933 se trasladaron a un nuevo edificio construido para tal fin al final del Paseo del Espolón, lugar que ocuparían hasta 1963 en que debido a las obras de ensanche del paseo y derribo del edificio, pasaron a ocupar su sede definitiva en la Ronda de Eloy Sanz Villa antes de su traslado al campus. En el año 1972, la Escuela Normal de Maestros se integró en el Colegio Universitario de Soria como Escuela Universitaria de Profesorado de Enseñanza General Básica, denominada Escuela Universitaria de Educación. En el año 2014 la escuela universitaria se transformó en facultad.

## Titulaciones
- Grado en Educación Infantil
- Grado en Educación PrimarIa
- Máster en Profesor de ESO y Bachillerato, Formación Profesional y Enseñanzas de Idiomas